# Apanthura bruscai
Apanthura bruscai är en kräftdjursart som beskrevs av Müller 1992. Apanthura bruscai ingår i släktet Apanthura och familjen Anthuridae. Inga underarter finns listade i Catalogue of Life.